# Четкович, Алекса
А́лекса Че́ткович (черног. Aleksa Ćetković; родился 13 февраля 2004 года в городе Подгорица, Черногория) — черногорский футболист, полузащитник клуба «Будучност».

## Клубная карьера
Четкович — воспитанник клуба «Будучност» из своего родного города. 23 февраля 2021 года в матче против «Подгорицы» он дебютировал в чемпионате Черногории в возрасте 16 лет. В своём дебютном сезоне Четкович стал чемпионом и обладателем Кубка Черногории.

## Достижения
Клубные
 «Будучност»
- Победитель чемпионата Черногории — 2020/2021
- Обладатель Кубка Черногории — 2020/2021